# 女神
女神即女性神明。許多文化都有女神的信仰。最早用來表示女神的埃及象形文字代表的是「權利」。現今社會中，女神常有極度吸引男性的性感女人、或男人有好感的女性的定義 （見女神 (特定人群稱謂)）。

## 女性崇拜
女性崇拜，脫胎自嬰幼兒對母親的依賴，凡事都有母親扛著，自然對母親產生崇拜心理。青春期又有女性年長者（如姊姊或學校女老師），以溫柔的方式教導，仰慕她們是一種少年人的心理，從這裡產生出女神崇拜的心理。女神崇拜則出自女性崇拜，以女性的溫柔和執著力量為主要信仰對象，如媽祖信仰，母娘（瑤池金母）信仰，羅教（驪山老母）信仰。相對於父權社會的男神，充滿威嚴或野蠻的破壞力，女神崇拜更重視女性的溫柔和執著力量，是一種陰性的崇拜。